# Bisfenol A
Bisfenol A (BPA), in het Engels: bisphenol A, is een synthetische organische verbinding, afgeleid van fenol, die voornamelijk gebruikt wordt bij de productie van kunststoffen. Het is een witte kristallijne vaste stof met als brutoformule C15H16O2.
Het productievolume van bisfenol A is veel groter dan dat van de andere bisfenolen. Het is een van de meest geproduceerde chemicaliën ter wereld met een jaarlijkse productie van meer dan 2,2 miljoen ton in 2009.

## Geschiedenis
In 1891 werd de stof door de Russische scheikundige Alexander Dianin gesynthetiseerd. Theodor Zincke, professor aan de Universiteit van Marburg, publiceerde deze synthese in 1905. De stof is korte tijd onderzocht als medicijn met oestrogene werking. Ze wordt sinds 1957 industrieel geproduceerd.

## Synthese
Bisfenol A wordt bereid door de reactie van fenol en aceton, in aanwezigheid van een geschikte katalysator bij 60 à 70 °C. De letter A in bisfenol A is afkomstig van aceton. Bisfenol A wordt uit het reactiemengsel gekristalliseerd en verder gezuiverd.

## Toepassingen
- Bisfenol A wordt hoofdzakelijk gebruikt voor de productie van polycarbonaat, door polymerisatie samen met fosgeen of een structureel vergelijkbare stof. Polycarbonaat is een harde, transparante plastic die onder andere gebruikt wordt als drager van cd's en dvd's en voor onbreekbare flessen voor (baby)voeding en drinkwater, voor tafelbestek, en voorwerpen voor gebruik in magnetrons.
- In de vorm van bisfenol A diglycidylether (BADGE) wordt het verder gebruikt in epoxyharsen die als beschermende coating aan de binnenkant van voedingsverpakkingen in blik of karton worden aangebracht, of in leidingen en reservoirs voor drinkwater.
- Bisfenol A wordt ook gebruikt in vlamvertragende middelen (na bromering tot tetrabroombisfenol A) en als oplosmiddel voor drukinkten.
- Om een afdruk te krijgen op thermisch papier (kassabonnen, bonrollen, ...) werd in het verleden een los laagje bisfenol A op één zijde van het papier aangebracht. Dit kleurt bij verhitting, waardoor tekst leesbaar wordt gemaakt. Kassabonnen zijn in Nederland sinds 2020 vrij van BPA.[5]
- Bisfenol A blijkt in veel make-up voor te komen.[6]

## Blootstelling
Mensen kunnen bisfenol A binnen krijgen via de mond, via contact met de huid en door inademing. In verschillende hoedanigheden kunnen mensen blootgesteld worden aan BPA, als consument, als patiënt en als werknemer. Restanten van bisfenol A die niet gereageerd zijn tot polycarbonaat of epoxycoating, kunnen uit de verpakking migreren naar het voedsel en daarna door de mens opgenomen worden. Bisfenol A kan ook vrijkomen wanneer de esterverbindingen in de polymeren gehydrolyseerd worden; dit kan gebeuren onder invloed van warmte (bijvoorbeeld bij steriliseren van babyflesjes of het opwarmen van kant-en-klaarmaaltijden in een magnetron) of door contact met basische voedingsmiddelen of reinigingsmiddelen. Het resultaat is dat in de westerse wereld bisfenol A bij nagenoeg iedereen aangetroffen kan worden in het lichaam.
Bisfenol A dat los aanwezig is op thermisch papier dringt via de huid het lichaam van de mens binnen. Deze vaststelling werd bevestigd door het Institut National de la Recherche Agronomique (INRA). Hogere BPA-waarden gemeten in het lichaam van kassa-bedienden, werden door diverse wetenschappers aan dit onderzoek gekoppeld (oktober 2010).
Volgens een review van Geens et al. (2012) vormt voedsel de belangrijkste blootstellingsroute voor BPA, in het bijzonder ingeblikte voedingsmiddelen waarbij BPA uit epoxycoatings migreert. Polycarbonaat verpakkingen dragen ook bij, vooral bij verhitting of langdurig gebruik. Niet-voedingsbronnen zoals thermisch papier, medische hulpmiddelen en stof binnenshuis dragen bij, maar gemiddeld in veel kleinere mate. Urinaire biomonitoring laat zien dat deze verschillende bronnen samen leiden tot een alomtegenwoordige blootstelling bij de bevolking, al blijven de niveaus doorgaans onder de (toenmalige) TDI van 50 µg/kg/dag.
Onderzoek bij resusapen, die BPA op soortgelijke wijze als mensen verwerken, lijkt er op te wijzen dat mensen aan veel hogere BPA-niveaus worden blootgesteld dan de huidige schattingen aangeven. En het is zelfs mogelijk dat een lagere concentratie BPA een sterkere invloed heeft dan een hogere concentratie. BPA is al biologisch actief op picogramniveau. Waarschijnlijk zijn er nog veel onbekende bronnen van BPA. Bisfenol A en andere industriële chemicaliën worden niet alleen opgenomen door het menselijke lichaam, maar ook doorgegeven aan de baby, voor de geboorte via de placenta en daarna met de moedermelk. De hoogste verwachte blootstelling aan bisfenol A, bij baby's van omstreeks een half jaar, wordt geschat op 13 µg/kg/dag.
Het Nederlandse RIVM oordeelde op 3 maart 2016 dat de huidige normen voor blootstelling voor de ongeboren vrucht en jonge kinderen sterk omlaag moeten. Ook werd in dat jaar door het NOS Journaal gemeld dat (toekomstige) zwangere vrouwen aangeraden wordt zo min mogelijk uit plastic verpakkingen te eten en drinken. Het nut hiervan is echter niet bewezen.

## Toxicologie en veiligheid
Bisfenol A is officieel geclassificeerd als stof die tot huidallergie kan leiden (categorie 1), en irriterend kan zijn voor de ogen (categorie 1), als giftig voor de lever na eenmalige blootstelling (categorie 3) en als giftig voor de voortplanting (categorie 2). Deze classificatie gaat uit van de effecten die BPA kan hebben, afhankelijk van de blootstelling. Bisfenol A is daarnaast een zogenaamde hormoonbeïnvloedende stof, die de effecten van oestrogeen imiteert, maar het is nog onzeker of BPA voor de mens leidt tot nadelige gezondheidseffecten. De mogelijke effecten van blootstelling aan lage doses van bisfenol A op de vruchtbaarheid en voortplanting is het onderwerp van een groot aantal wetenschappelijke studies en discussies. Uit sommige studies op knaagdieren blijkt dat ook blootstelling aan lage doses bisfenol A nog nadelige effecten veroorzaakt, zelfs bij niveaus in bloed en weefsel die lager zijn dan die welke bij mensen zijn aangetroffen. Een studie van Geens et al. (2012) bevestigt dat BPA een endocriene verstoorder is met oestrogene eigenschappen, zij het minder krachtig dan lichaamseigen oestradiol. Daarnaast zijn er interacties met andere hormonale systemen zoals de schildklier- en vetstofwisseling. Vooral bij lage doses, toegediend in kritieke ontwikkelingsvensters zoals in utero, zijn in diermodellen effecten aangetoond op voortplanting, hersenontwikkeling, metabolisme en immuunsysteem. Hoewel het bewijs bij mensen minder eenduidig is, zijn er zorgen over mogelijke langetermijneffecten zoals diabetes, cardiovasculaire problemen en verminderde vruchtbaarheid. Zelfs lage concentraties bisfenol A, die ruim onder het niveau van 50 µg/kg/dag liggen dat de Europese Voedselveiligheidsorganisatie EFSA geruime tijd als veilig beschouwde, hebben al een negatief effect op de productie van testosteron in de menselijke testes.
Onderzoek, gepubliceerd in The Journal of the American Medical Association, geeft aan dat een verhoogd risico is waargenomen voor hartziektes en diabetes. Ook is het waarschijnlijk dat het risico op zwaarlijvigheid en oestrogeenafhankelijke kanker bij de mens toeneemt. Daarnaast kan BPA ook te maken hebben met astma bij kinderen.
Sceptici wijzen op verschillen in conclusies van studies naargelang ze gefinancierd worden door de industrie of door de overheid; de eerste vinden veel vaker geen nadelig effect dan de tweede.
Veel vervangende stoffen, waaronder bisfenol S en bisfenol F, zijn even gevaarlijk.

### Normering
Een wetenschappelijk panel van de Europese Autoriteit voor voedselveiligheid (EFSA) wijst in haar opinie (gepubliceerd op 29 januari 2007) erop dat er belangrijke verschillen bestaan tussen knaagdieren en mensen in de manier waarop bisfenol A in het lichaam opgenomen wordt en dat muizen bijzonder gevoelig zijn voor oestrogenen. Hiermee dient rekening gehouden bij de interpretatie van de resultaten van dierproeven. De studies over de blootstelling aan lage doses bisfenol A bij knaagdieren zouden dan geen overdraagbare resultaten opleveren voor de effecten op mensen.
De EFSA stelde op basis van deze opinie, in 2007 een Tolerable Daily Intake (TDI, aanvaardbare dagelijkse opname) van bisfenol A vast van 0,05 milligram per kilogram lichaamsgewicht per dag (= 50 µg/kg/dag). Op 21 januari 2015 werd bekend dat de EFSA de veilige grenswaarde verlaagt van 50 microgram naar 4 microgram per kilogram lichaamsgewicht per dag.
De Environmental Protection Agency (EPA) in de Verenigde Staten hanteert nog een veilige dosis van 50 µg/kg/dag.

### Wet- en regelgeving
Europa heeft het gebruik van bisfenol A bij de productie van babyflesjes vanaf maart 2011 verboden, de verkoop en import van babyflesjes die bisfenol A bevatten is verboden in de Europese Unie vanaf juni 2011. In de EU mag BPA niet voorkomen in ecolabelproducten en is het verboden in cosmetica. De Europese Commissie heeft op 12 december 2016 een nieuwe verordening uitgevaardigd met betrekking tot het gebruik van BPA in thermisch papier. Volgens deze nieuwe verordening werd, vanaf 2 januari 2020, thermisch papier met bisfenol A verbannen uit de EU-markt.
Aanvullende regels per Europees land:
- In Denemarken is vanaf juli 2011 de stof ook in voedselcontactmaterialen voor kinderen van 0-3 jaar verboden.[7]
- In Frankrijk geldt vanaf 1 januari 2015 een verbod op bisfenol A in alle voedselverpakkingen.[31][32]
- In Oostenrijk is vanaf oktober 2011 bovendien het gebruik van BPA in babyspenen en bijtringen verboden.

De Canadese regering heeft in oktober 2010 bisfenol A als giftige stof gedefinieerd.
Per 20 januari 2025 werd de stof helemaal verboden in de Europese Unie in materialen die in contact komen met voedingsmiddelen. Maar er geldt wel een overgangsperiode.